# 糸井駅
糸井駅（いといえき）は、北海道苫小牧市日吉町3丁目にある北海道旅客鉄道（JR北海道）室蘭本線の駅である。駅番号はH20。電報略号はイイ。事務管理コードは▲130324。

## 歴史

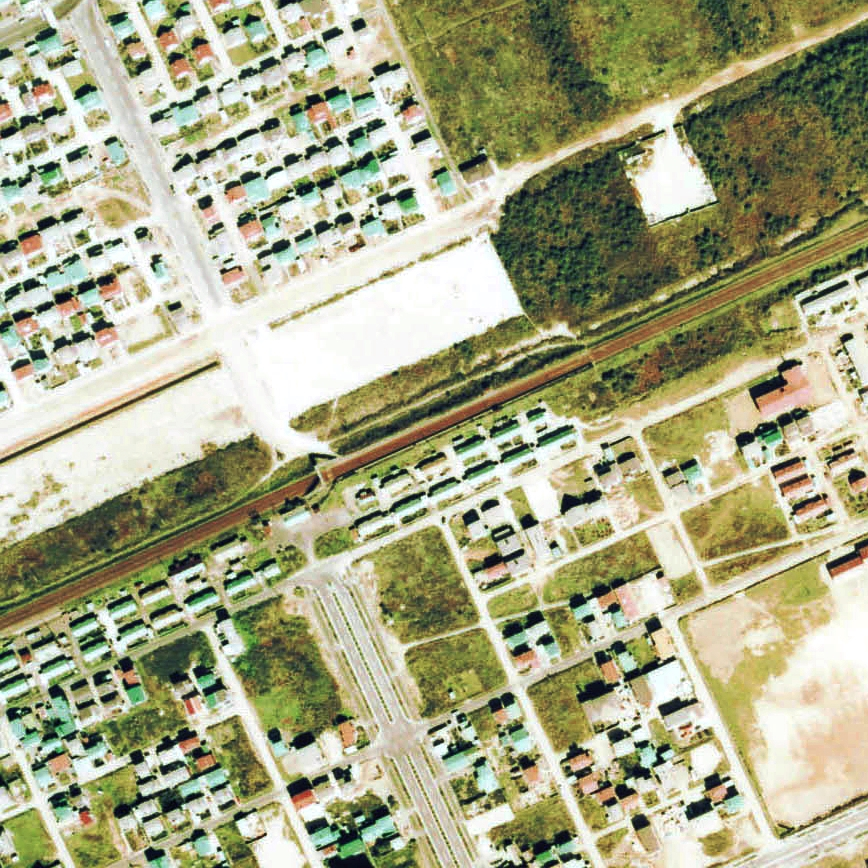
1975年の糸井駅と周囲約500m範囲。左が東室蘭方面。

- 1917年（大正6年）6月1日：小糸魚信号所（こいとい）として新設[2]。
- 1922年（大正11年）4月1日：小糸魚信号場に改称[2]。
- 1951年（昭和26年）3月10日?：旅客扱い開始[2]。
- 1956年（昭和31年）4月1日：正規の一般駅となる。糸井駅と改称[2]。荷物扱い開始[2]。
- 1980年（昭和55年）5月15日：荷物扱い廃止[2]。駅員無配置駅となる[3]。
- 1987年（昭和62年）4月1日：国鉄分割民営化によりJR北海道に継承[2]。
- 2022年（令和4年）3月31日：簡易委託終了、完全無人化。

### 駅名の由来
所在地区名より。アイヌ語の「コイトゥイェ」（波が・崩す）、あるいは「コイトゥイェイ」（波が・崩す・所）に由来し、これは時化の時に波が砂丘を崩して川や沼に流れ込む様子を表したものである。
これに当初「小糸魚（こいとい）」と字をあて、信号場名としてもこれが用いられていたが、当地は1944年（昭和19年）に字名を「糸井」に改称しており、駅昇格時には「糸井」の名称となった。

## 駅構造
相対式ホーム2面2線を有する地上駅。複線の本線がホームにはさまれている形である。駅舎は南側（国道36号側）にあり、北側を結ぶ跨線橋がある。
苫小牧駅管理の無人駅。
簡易委託駅だった2022年3月31日までは窓口営業時間6時00分 - 16時30分で営業しており、基本的には駅舎内の出札窓口で乗車券を発売していたが、苫小牧方面行の列車がある際には苫小牧方面行ホームで発売していた。
折り返し設備がないため、当駅発着の列車は旅客扱い終了後、錦岡駅まで回送し折り返す。

### のりば
| 番線 | 路線      | 方向 | 行先             |
| ---- | --------- | ---- | ---------------- |
| 1    | ■室蘭本線 | 上り | 東室蘭・室蘭方面 |
| 2    | ■室蘭本線 | 下り | 苫小牧・札幌方面 |

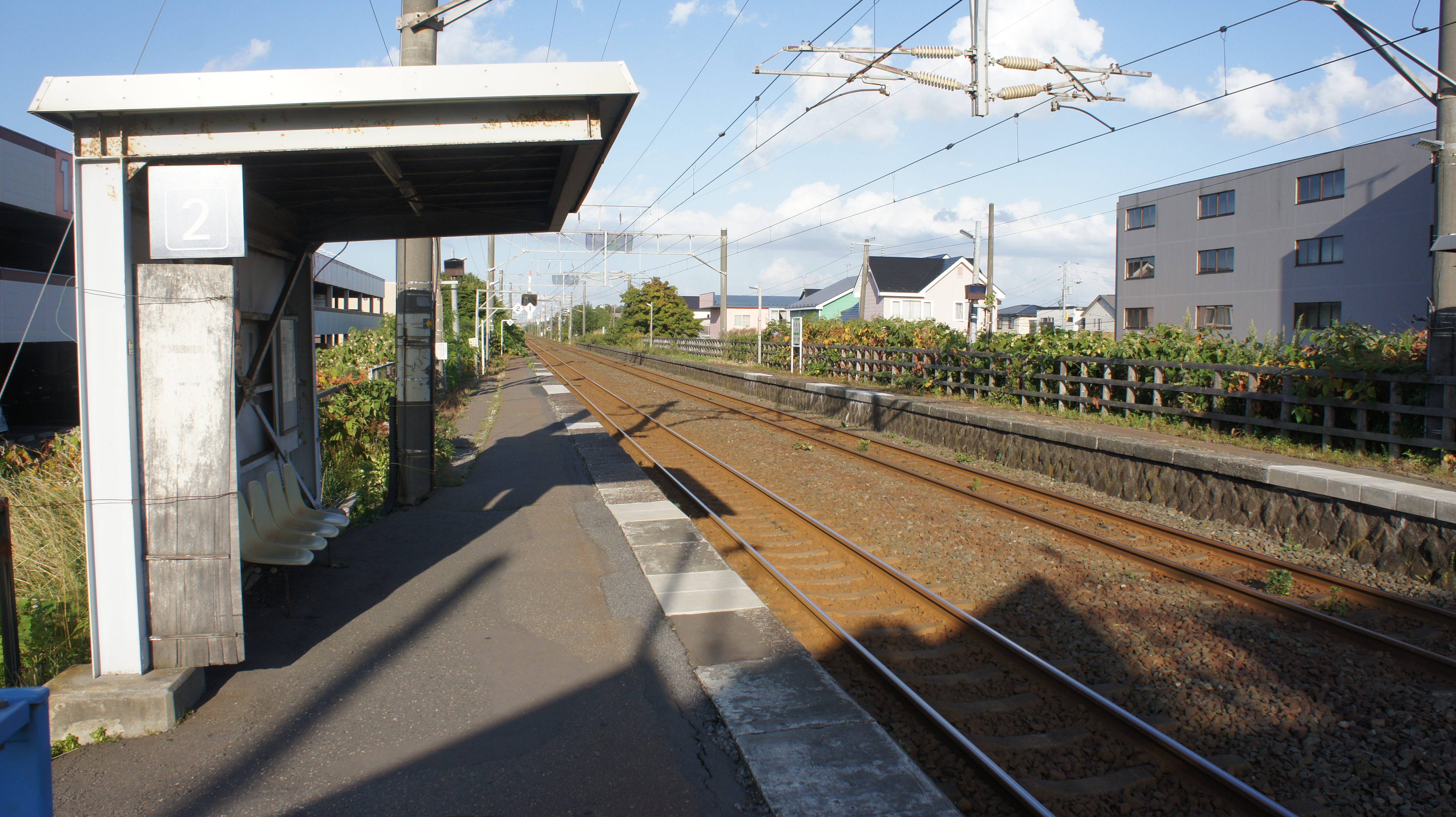
ホーム（2017年9月）
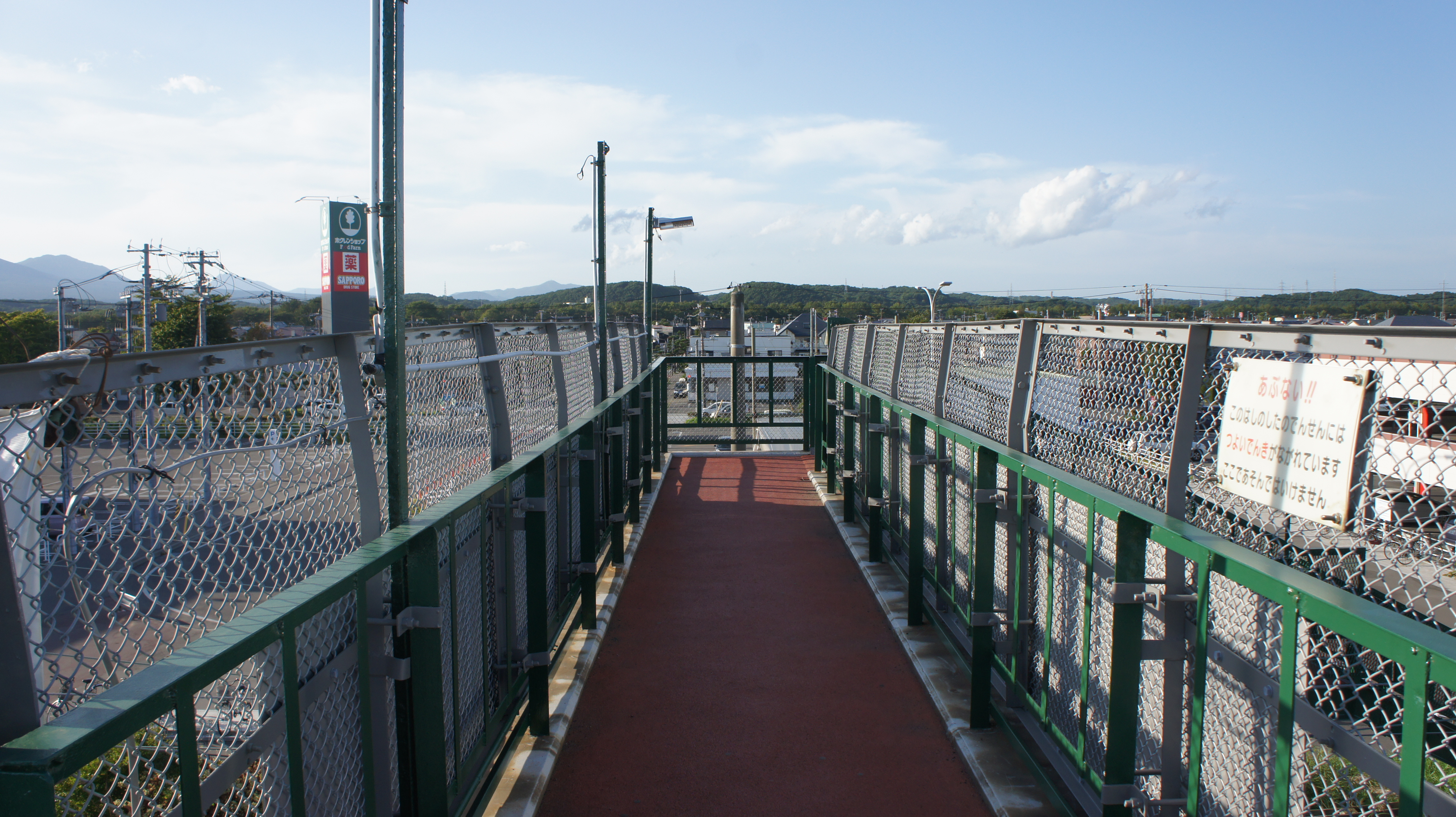
跨線橋（2017年9月）
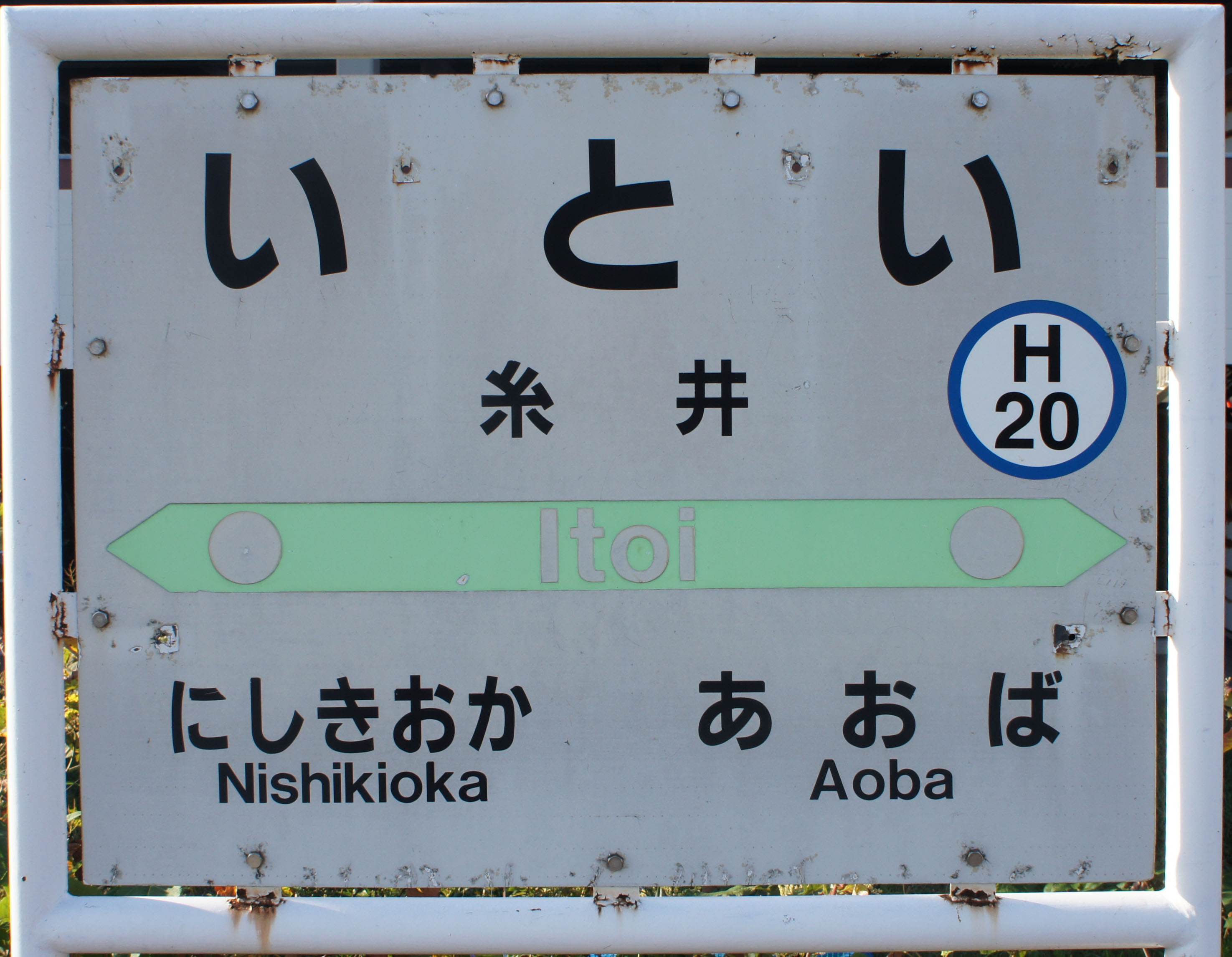
駅名標（2017年9月）

## 利用状況
1日の平均乗降人員は以下の通りである。
| 乗降人員推移 | 乗降人員推移 |
| 年度         | 1日平均人数  |
| ------------ | ------------ |
| 2011         | 512          |
| 2012         | 510          |
| 2013         | 532          |
| 2014         | 494          |
| 2015         | 542          |

## 駅周辺
駅北口では2015年（平成27年）に「苫小牧糸井駅北口・総合開発事業」による周辺整備が行われた。
南口（駅舎側）
- 道南バス「糸井駅前」バス停
- 豊月本社[11]
- 国道36号
- 苫小牧市日吉体育館[12]

北口
- コアシティ・しらかば温泉湯
- 道南バス「しらかば1丁目」「糸井駅北」バス停

## 隣の駅
北海道旅客鉄道（JR北海道）
■室蘭本線
錦岡駅 (H21) - 糸井駅 (H20) - 青葉駅 (H19)